# Bożenice
Bożenice (deutscher Name Bosens) ist ein Dorf in der polnischen Woiwodschaft Westpommern und gehört zur Stadt- und Landgemeinde Polanów (Pollnow) im Kreis Koszalin (Köslin).

## Geographische Lage
Bożenice liegt in Hinterpommern an der Ost-West-Straße, die Sowno (Alt Zowen) und Laski (Latzig) mit Krąg (Krangen) an der Woiwodschaftsstraße 205 (Darłowo (Rügenwalde) – Sławno (Schlawe) – Bobolice (Bublitz)) verbindet. Bis zur Kreisstadt Koszalin sind es 34 Kilometer.
Bis 1945 war Latzig Bahnstation an der Kleinbahnstrecke Schlawe–Pollnow–Sydow der Schlawer Bahnen sowie Krangen-Bussin an der Reichsbahnstrecke Schivelbein (Świdwin) – Gramenz (Grzmiąca) – Bublitz (Bobolice) – Zollbrück (Korzybie).
Nachbarorte von Bożenice sind: im Westen Laski (Latzig), im Norden Zielenica (Söllnitz) und Drzeńsko (Drenzig), im Osten Komorowo (Kummerow) und im Süden Bukowo ((Wendisch) Buckow) mit Rzyszczewko (Klein Ristow).
Die Gemarkung von Bożenice ist flachwellig mit Erhebungen zwischen 143 und 169 Metern über NN.

## Ortsname
Bosens hatte früher die Namensform Bosentz. Eine Namensdeutung ist ungewiss.

## Geschichte
Urgeschichtliche Funde deuten auf eine frühe Besiedlung hin. Aber erst 1590 wird der Ort in den Pfarrmatrikeln erstmals erwähnt. Bis 1842 ist das Dorf Lehnsbesitz derer von Podewils in Krangen. Danach wechseln die Besitzer häufig. Letzter Eigentümer von 1914 bis 1945 war Enno Weißbach (als Absendervordruck auf Briefkuverts in der Schreibweise Weisbach).
Im Jahre 1818 lebten in Bosens 84 Einwohner. Ihre Zahl stieg bis 1885 auf 284 und betrug 1939 sogar 313.
Vor 1945 gehörte Bosens zum Amtsbezirk Krangen, zum Standesamt Kummerow und zum Amtsgericht Schlawe. Das Dorf lag im Landkreis Schlawe i. Pom. im Regierungsbezirk Köslin der preußischen Provinz Pommern. Der Gutshof, zu dem 1939 insgesamt 935 Hektar Land gehörten, lag im östlichen Teil, die Leutehäuser im westlichen Teil des Ortes. An die Gemeinde Bosens war das Gutsdorf Kummerow als Ortsteil angegliedert.
Nach 1945 kam Bosens mit dem Namen Bożenice unter polnische Hoheit. Das Dorf ist heute ein Ortsteil der Stadt- und Landgemeinde Polanów im Powiat Koszaliński in der Woiwodschaft Westpommern (bis 1998 Woiwodschaft Köslin). Der Ort hat heute etwa 150 Einwohner.

## Kirche
Die Einwohner von Bosens waren vor 1945 fast allesamt evangelischer Konfession. Das Dorf hatte jedoch kein eigenes Gotteshaus. Bosens gehörte mit Drenzig und (Wendisch) Buckow zur Kirche in Kummerow, die ihrerseits – mit der Kirche Zirchow (mit Latzig) – in das Kirchspiel Krangen eingegliedert war. Es gehörte zum Kirchenkreis Schlawe der Kirche der Altpreußischen Union. Letzter deutscher Geistlicher war Wilhelm Vedder.
Seit 1945 ist die Bevölkerung von Bożenice überwiegend römisch-katholisch. Das Dorf gehört weiterhin zur Filialkirche Komorowo, die nun aber in die Parochie Bukowo Polanowskie ((Wendisch) Buckow) integriert ist. Sie liegt im Dekanat Polanów im Bistum Köslin-Kolberg der Katholischen Kirche in Polen. Die wenigen evangelischen Einwohner sind Glieder der Kirchengemeinde Koszalin (Köslin) in der Diözese Pommern-Großpolen der Evangelisch-Augsburgischen Kirche in Polen.

## Schule
Die Bosener Kinder hatten zunächst Unterricht in Kummerow, später jedoch in ihrem Heimatdorf. Seit 1842 gab es einen gemeinsamen Schulbau zwischen Bosens und Kummerow, und um 1890 wurde hier eine zweite Lehrerstelle eingerichtet. Letzter deutscher Schulleiter vor 1945 war Hermann Schäfer.